# Gemma Evans
Gemma Evans, född den 1 augusti 1996, är en walesisk fotbollsspelare.
Gemma Evans inledde sin seniorkarriär med spel i Gwalia United. Hon har även spelat för bland annat Bridgwater United och Reading FC innan hon värvades av Manchester United 2023. 2024 kontrakterades hon av Liverpool WFC. Hon har även representerat det walesiska damlandslaget där hon debuterade år 2016.